# Pequeño dodecaedro truncado estrellado
En geometría, el pequeño dodecaedro truncado estrellado (o pequeño dodecaedro estrellado cuasi truncado o pequeño dodecaedro estrellado truncado) es un poliedro uniforme estrellado, indexado como U58. Tiene 24 caras (12 pentágonos y 12 decagramas), 90 aristas y 60 vértices. Su símbolo de Schläfli es t{5⁄3,5} y su diagrama de Coxeter-Dynkin es .

## Poliedros relacionados
Comparte su disposición de vértices con otros tres poliedros uniformes: el rombicosidodecaedro convexo, el pequeño dodecicosidodecaedro y el pequeño rombidodecaedro.
También tiene la misma disposición de vértices que los compuestos uniformes de 6 o 12 prismas pentagrámicos.
| Rombicosidodecaedro                    | Pequeño dodecicosidodecaedro            | Pequeño rombidodecaedro                 |
| Pequeño dodecaedro truncado estrellado | Compuesto de seis prismas pentagrámicos | Compuesto de doce prismas pentagrámicos |